# Chiesa di San Martino Vescovo (Vigo di Cadore)
La chiesa di San Martino Vescovo è la parrocchiale di Vigo di Cadore, in provincia di Belluno e diocesi di Belluno-Feltre; fa parte della convergenza foraniale di Ampezzo-Cadore-Comelico.

## Storia
La primitiva chiesa di Vigo di Cadore sorse al tempo dei Franchi, anche se la prima citazione che ne attesta la presenza risale al 1186 ed è contenuta in un documento nella quale si legge che la locale cura d'anime era affidata al presbiter Enrico.
Il 21 marzo 1208 questa chiesa venne eretta alla dignità di pieve, affrancandosi così dalla matrice di Santa Maria Nascente di Pieve di Cadore e avendo nella propria giurisdizione anche le chiese di Lorenzago, Lozzo e Pelos.
Nel 1559 la pieve venne riedificata e i lavori furono condotti da maestranze agli ordini del capomastro carnico Nicolò Ruopel; l'edificio venne in seguito ampliato all'inizio del XVIII secolo mediante la realizzazione delle navate laterali.

## Descrizione

### Esterno
La facciata della chiesa, che è a capanna, è tripartita da quattro lesene; nelle porzioni laterali si trovano i portali secondari, mentre in quella centrale si aprono il portale maggiore e il rosone. Il tetto dell'edificio è costituito da scandole.
Accanto alla parrocchiale si erge il campanile in pietra (1599), caratterizzato da una doppia cella distribuita su due piani, sopra i quali, a coronare la torre, si eleva la cuspide.

### Interno

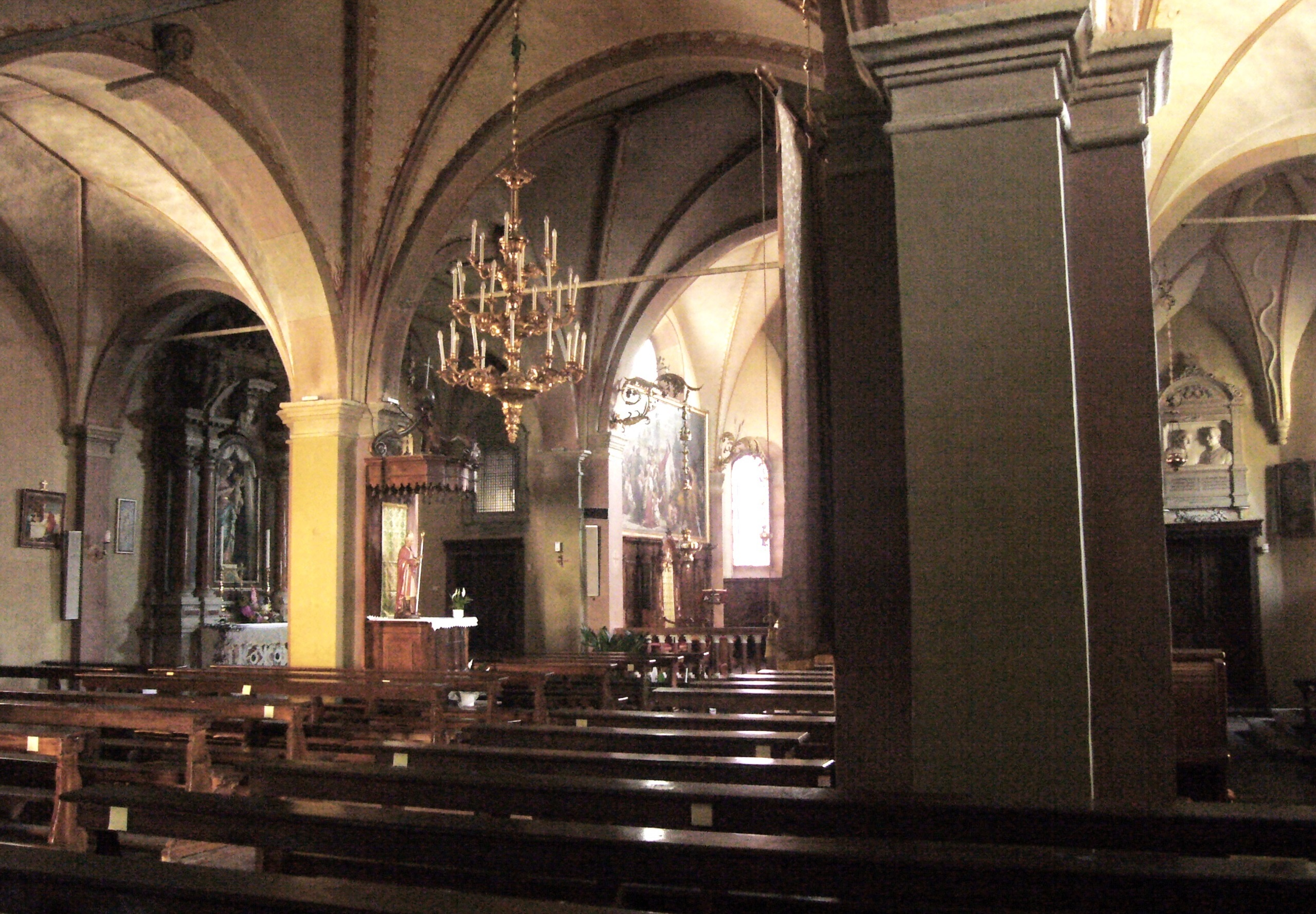
L'interno

Opere di pregio conservate all'interno, che è suddiviso da pilastri in tre navate composte ciascuna da tre campate, sono la pala con soggetto San Martino tra i santi Candido e Maurizio, realizzata nel 1492 forse da Antonio Rosso o da qualche artista altoatesino, le due tele cinquecentesche raffiguranti rispettivamente la Decollazione di San Giovanni Battista e Santa Caterina d'Alessandria, entrambe dipinte da Cesare Vecellio, il rilievo ligneo della Crocifissione di Gesù, realizzato da Valentino Panciera Besarel ispirandosi ad un'opera di Andrea Brustolon contenuta nella chiesa bellunese di San Pietro Apostolo, il marmoreo altare maggiore, costruito nel 1813 dal barciano Pietro Andreis, il coro, realizzato nel 1739 in radica, le vetrate ritraenti i santi Bernardino da Siena ed Antonio Abate, la statua della Beata Vergine del Rosario, realizzata da Carlo e Raffaele Piazza nel 1899, e le pale raffiguranti Gesù in mezzo ai fanciulli e la Cacciata dei profanatori dal Tempio, eseguite da Tomaso Da Rin Betta rispettivamente nel 1885 e nel 1881. L'organo, che trova collocazione sopra la porta principale, fu costruito nel 1757 da Antonio Barbini di Murano e ampliato nel 1894 da Carlo Aletti di Monza.